# Gyula Tóth (1902)
Gyula Tóth (10 giugno 1901 – 22 aprile 1936) è stato un calciatore ungherese, di ruolo centrocampista.

## Carriera
Basso e piuttosto lento, aveva però uno stile di gioco elegante ed una tecnica brillante.
Giocò 5 partite per la Nazionale ungherese, con la quale prese anche parte alle Olimpiadi del 1924.